# オリビエ・グルイヤール
オリビエ・グルイヤール（Olivier Grouillard、1958年9月2日 - ）は、フランスの元レーシングドライバー。1989年から1992年までF1世界選手権に参戦した。

## 経歴

### 初期の経歴
23歳となった1981年よりレース活動を開始。多くのドライバーが幼少・少年期頃からレース活動を始めるのに対し、この時点で既に遅めのスタートだった。レース活動開始年齢が遅い理由はサッカー選手を目指していたためで、同国の先輩アラン・プロストと似ている。
1983年、フランス・F3選手権でランキング4位と頭角を現し、1984年にオレカチームのマルティニ・MK39 アルファロメオを駆りフランスF3チャンピオンを獲得。
1985年、フランスF3時代から所属するオレカチームより国際F3000選手権にステップアップ。1988年にルネ・アルヌーがオーナーのレーシングチーム「GDBAモータースポーツ（DAMSの前身チーム）」へ移籍すると、2勝、ポールポジションも3度の獲得してランキング2位を獲得。国際F3000には1988年まで4年間参戦することになったが、同年の活躍によりフランスのF1チーム・リジェのシート獲得。リジェはドライバーにGDBAチームオーナー・アルヌーが所属する、母国フランスのチームだった。

### フォーミュラ1
1989年
予選落ちも4度喫するなど下位グリッドに埋もれることも多かったが、ベテランのアルヌーを予選成績で12勝4敗と圧倒し、時折10位・11位等の好グリッドを獲得した。
決勝レースでも4度のシングルフィニッシュを記録。地元の第7戦フランスGPでは6位入賞し選手権ポイント1を獲得。最終的には、これがF1キャリア唯一の入賞となった。
1990年
1カー体制となったオゼッラに移籍。オゼッラはイタリアの小規模プライベートチームであり、2回の予備予選落ち・5度の予選落ちを喫したが、過半数は決勝まで進出。特に開幕戦アメリカGPでオゼッラでは驚異的ともいえる8位グリッドを獲得した。
決勝での最高位は、第5戦カナダGPと最終戦オーストラリアGPで記録した13位だった。
1991年
チームとの契約を更新し、フォンドメタルに改称した旧オゼッラチームから出走。予備予選の突破も困難な状況となったが、シーズン初の予備予選突破となった第6戦メキシコGPでは、予選10位の好グリッドで決勝に進出した。
続く地元の第7戦フランスGPでも2戦連続の予選突破を果たすなど、第13戦ポルトガルGP終了時点で、計4度決勝に進出（決勝最高位は20位）していたが、ポルトガルGP後に突然契約解除され、チームは後任としてガブリエル・タルキーニを加入させた。
グルイヤールによるとこの解雇は一方的なもので、ポルトガルGPの翌日にオーナーのガブリエル・ルミから電報と電話で解雇を告げられ、フォンドメタルはその日のうちにタルキーニと契約を締結したのだという。グルイヤールはチームに見解を求めるも取り合って貰えず、第14戦スペインGPには、それまでタルキーニが在籍していたAGSから参戦するも予備予選不通過に終わる。AGSは深刻な資金不足に陥っており、そのレース限りでF1撤退した為、結局AGSからの参戦はこの1戦のみとなった。
1992年
イギリスの名門ティレルのレギュラーシート獲得に成功する。ティレルは前年に使用したホンダエンジンや中嶋悟、ステファノ・モデナの両ドライバーとも失うという転換期であったが、グルイヤールにとってはそれまでより上位チームからのF1参戦が実現。
マシンはエンジンをイルモアエンジンに乗せ換えた020Bシャシーであったが、ホンダV10エンジンよりもイルモアエンジンが軽量だったことが駆動系の負担を減らし、シャシーバランスが良化していた。開幕戦南アフリカGPで予選12位につけ、雨の第4戦スペインGPで一時5位に浮上する等（最終的にはリタイヤ）、見せ場も皆無ではなかったがチームメイトとなったアンドレア・デ・チェザリスに対し、予選では2勝14敗。決勝でもデ・チェザリスが8ポイントを稼ぎ、チームをコンストラクターズ選手権6位に導いたのに対し、グルイヤールは第5戦サンマリノGPでの8位が最高位でノーポイントに終わった。リタイヤも終盤の7戦連続を含め計12度記録し、速さ・安定性ともデ・チェザリスの影に隠れる結果となった。最後のF1出走となった第16戦オーストラリアGPではスタート直後にピエルルイジ・マルティニとジョニー・ハーバートを巻き込みクラッシュしリタイアに終わる。これ以後F1シートを得ることは無かった。

### F1シート喪失後
シートを求めアメリカに渡り、インディカー（CART）にスポット参戦した。ヨーロッパではFIA GT選手権など様々なカテゴリーを転々とした。
全日本GT選手権にも出場経験があり、1996年のオールスター戦にTOYOTA TEAM SARDのデンソーサードスープラGTで出場し、翌1997年の開幕戦にも同チームから出場し2位を獲得した。しかし第2戦からは谷川達也に交代し、参戦を終了した。

## レース戦績

### フランス・フォーミュラ3選手権
| 年     | エントラント | シャーシ        | エンジン       | 1      | 2     | 3     | 4     | 5       | 6     | 7       | 8      | 9       | 10     | 11     | 12      | 順位 | ポイント |
| ------ | ------------ | --------------- | -------------- | ------ | ----- | ----- | ----- | ------- | ----- | ------- | ------ | ------- | ------ | ------ | ------- | ---- | -------- |
| 1983年 | オレカ       | マルティニ Mk39 | アルファロメオ | LED 10 | NOG 5 | LEC 4 | ALB 3 | MAG Ret | DIJ 3 | LAC DSQ | ROU 13 | NOG2 14 | ALB2 4 | LED2 2 | CET Ret | 4位  | 73       |
| 1984年 | オレカ       | マルティニ Mk42 | アルファロメオ | ALB 1  | NOG 3 | DIJ 1 | PAU 1 | ROU Ret | CET 2 | MAG 1   | LED 2  | ALB2 4  |        |        |         | 1位  | 108      |

- 太字はポールポジション、斜字はファステストラップ。

### ヨーロッパ・フォーミュラ3選手権
| 年     | エントラント | シャーシ        | エンジン       | 1   | 2     | 3   | 4       | 5   | 6      | 7   | 8   | 9   | 10  | 11  | 12     | 13  | 14  | 15  | 16  | 順位 | ポイント |
| ------ | ------------ | --------------- | -------------- | --- | ----- | --- | ------- | --- | ------ | --- | --- | --- | --- | --- | ------ | --- | --- | --- | --- | ---- | -------- |
| 1983年 | オレカ       | マルティニ MK39 | アルファロメオ | VLL | NÜR C | ZOL | MAG Ret | ÖST | LAC 14 | SIL | MNZ | MIS | ZAN | KNU | NOG 14 | JAR | IMO | DON | CET | NC   | 0        |

### 国際F3000選手権
| 年     | エントラント           | シャーシ      | エンジン       | タイヤ | 1     | 2       | 3       | 4       | 5       | 6       | 7       | 8       | 9       | 10      | 11      | 12  | 順位 | ポイント |
| ------ | ---------------------- | ------------- | -------------- | ------ | ----- | ------- | ------- | ------- | ------- | ------- | ------- | ------- | ------- | ------- | ------- | --- | ---- | -------- |
| 1985年 | オレカ                 | マーチ 85B    | コスワース DFV | A      | SIL   | THR 8   | EST 6   | NÜR     | VLL 4   | PAU 4   | SPA Ret | DIJ 7   | PER 8   | ÖST 8   | ZAN     | DON | 12位 | 7        |
| 1986年 | Hotz-Formula Team Ltd. | ローラ T86/50 | コスワース DFV | A      | SIL   | VLL     | PAU     | SPA     | IMO     | MUG 4   | PER     | ÖST 6   | BIR Ret | BUG     | JAR 9   |     | 16位 | 4        |
| 1987年 | オレカ                 | マーチ 87B    | コスワース DFV | A      | SIL 7 | VLL Ret | SPA DNQ | PAU 4   | DON 12  | PER Ret | BRH 15  | BIR 6   | IMO Ret | BUG Ret | JAR Ret |     | 17位 | 4        |
| 1988年 | GDBAモータースポーツ   | ローラ T88/50 | コスワース DFV | A      | JER 5 | VLL 3   | PAU Ret | SIL Ret | MNZ Ret | PER 2   | BRH Ret | BIR DNS | BUG 1   | ZOL 1   | DIJ 3   |     | 2位  | 34       |

### F1
| 年     | 所属チーム     | エンジン     | 1        | 2        | 3        | 4        | 5        | 6       | 7        | 8        | 9        | 10       | 11      | 12      | 13       | 14       | 15      | 16      | WDC       | ポイント |
| ------ | -------------- | ------------ | -------- | -------- | -------- | -------- | -------- | ------- | -------- | -------- | -------- | -------- | ------- | ------- | -------- | -------- | ------- | ------- | --------- | -------- |
| 1989年 | リジェ         | フォード V8  | BRA 9    | SMR DSQ  | MON Ret  | MEX 8    | USA DNQ  | CAN DNQ | FRA 6    | GBR 7    | GER Ret  | HUN DNQ  | BEL 13  | ITA Ret | POR DNQ  | ESP Ret  | JPN Ret | AUS Ret | 26位      | 1        |
| 1990年 | オゼッラ       | フォード V8  | USA Ret  | BRA Ret  | SMR Ret  | MON DNQ  | CAN 13   | MEX 19  | FRA DNPQ | GBR DNQ  | GER DNQ  | HUN DNPQ | BEL 16  | ITA Ret | POR DNQ  | ESP Ret  | JPN DNQ | AUS 13  | 31位 (NC) | 0        |
| 1991年 | フォンドメタル | フォード V8  | USA DNPQ | BRA DNPQ | SMR DNPQ | MON DNPQ | CAN DNPQ | MEX Ret | FRA Ret  | GBR DNPQ | GER DNPQ | HUN DNQ  | BEL 10  | ITA Ret | POR DNPQ |          |         |         | 34位 (NC) | 0        |
| 1991年 | AGS            | フォード V8  |          |          |          |          |          |         |          |          |          |          |         |         |          | ESP DNPQ | JPN     | AUS     | 34位 (NC) | 0        |
| 1992年 | ティレル       | イルモア V10 | RSA Ret  | MEX Ret  | BRA Ret  | ESP Ret  | SMR 8    | MON Ret | CAN 12   | FRA 11   | GBR 11   | GER Ret  | HUN Ret | BEL Ret | ITA Ret  | POR Ret  | JPN Ret | AUS Ret | 24位 (NC) | 0        |

- 太字はポールポジション、斜字はファステストラップ。(key)

### インディカー・ワールドシリーズ
| 年     | チーム              | シャーシ       | エンジン | 1   | 2   | 3   | 4        | 5      | 6      | 7      | 8      | 9       | 10     | 11     | 12     | 13     | 14     | 15     | 16     | 順位 | Pts | Ref   |
| ------ | ------------------- | -------------- | -------- | --- | --- | --- | -------- | ------ | ------ | ------ | ------ | ------- | ------ | ------ | ------ | ------ | ------ | ------ | ------ | ---- | --- | ----- |
| 1993年 | Indy Regency Racing | ローラ・T92/00 | シボレー | SRF | PHX | LBH | INDY DNQ | MIL 12 | DET 24 | POR 13 | CLE 11 | TOR DNS | MCH 17 | NHA 12 | ROA 16 | VAN 26 | MDO 16 | NAZ 18 | LAG 20 | 28位 | 4   | [ 5 ] |

### 全日本GT選手権
| 年     | チーム            | コ.ドライバー | 使用車両         | タイヤ | クラス | 1     | 2   | 3   | 4   | 5   | 6   | 順位 | ポイント |
| ------ | ----------------- | ------------- | ---------------- | ------ | ------ | ----- | --- | --- | --- | --- | --- | ---- | -------- |
| 1997年 | DENSO TOYOTA SARD | 影山正美      | トヨタ・スープラ | Y      | GT500  | SUZ 2 | FSW | SEN | FSW | MIN | SUG | 14位 | 15       |

### 全日本GT選手権（ノン・チャンピオンシップ戦）
| 年     | チーム             | コ・ドライバー       | 使用車両         | クラス | 1     |
| ------ | ------------------ | -------------------- | ---------------- | ------ | ----- |
| 1996年 | トヨタチームサード | デビッド・デュッソー | トヨタ・スープラ | GT500  | CEN 7 |

### ル・マン24時間レース
| 年     | チーム                                                           | コ・ドライバー                                  | 使用車両                 | クラス | 周回 | 総合順位 | クラス順位 |
| ------ | ---------------------------------------------------------------- | ----------------------------------------------- | ------------------------ | ------ | ---- | -------- | ---------- |
| 1990年 | NISMO                                                            | ケニー・アチソン マーティン・ドネリー           | 日産・R90CK              | C1     | 0    | DNS      | DNS        |
| 1994年 | ジャカディ・レーシング                                           | ミシェル・フェルテ ミシェル・ヌーガルテン       | ベンチュリ―・600LM       | GT1    | 107  | DNF      | DNF        |
| 1995年 | ジロー・レーシング・チーム                                       | ファビアン・ジロー ジャン＝デニス・デレトラズ   | マクラーレン・F1 GTR     | GT1    | 290  | 5位      | 4位        |
| 1996年 | ハロッズ マック・ワン・レーシング デビッド・プライス・レーシング | アンディ・ウォレス デレック・ベル               | マクラーレン・F1 GTR     | GT1    | 296  | 6位      | 5位        |
| 1997年 | クラージュ・コンペティション                                     | マリオ・アンドレッティ マイケル・アンドレッティ | クラージュ・C36-ポルシェ | LMP    | 197  | DNF      | DNF        |
| 1998年 | クラージュ・コンペティション                                     | アンリ・ペスカロロ フランク・モンタニー         | クラージュ・C36-ポルシェ | LMP1   | 304  | 15位     | 4位        |
| 2000年 | ペスカロロ・スポール                                             | セバスチャン・ボーデ エマニュエル・クレリコ     | クラージュ・C52-プジョー | LMP900 | 344  | 4位      | 4位        |

## エピソード
周回遅れの時にも優勝争いやポイント争いをしているドライバーに進路を譲らない事から、上位ドライバーからはよく怒りのポーズを掲げられることがあった。また弱小チームに所属していたためマシンの完走能力が低い場合が多く、コース上にオイルスモークを撒き散らすシーンが見られ、頻繁に後続車に迷惑を掛けた。日本でのテレビ中継ではこうした様子に対して、実況担当の古舘伊知郎が「周回遅れの天才ブロッカー」や「ミラーを見ない男」「妖怪油すまし」「F1界のヘビースモーカー」、「かつてのチームメイトであったルネ・アルヌー譲りの荒く強引で一人よがりのドライビング」、「一度速いマシンに乗せてみたいドライバーの1人」、「チームメイトのデ・チェザリスはかつての壊し屋、グルイヤールは現在の壊し屋」などと誇張し揶揄された。
予選中に走行ラインが交錯した問題でグルイヤールのピットにどなりこんできたナイジェル・マンセルの胸ぐらを逆に掴みかえした唯一の男でもある。また鈴鹿サーキットホテルの大浴場がお気に入りで、毎回鈴鹿での日本GPを楽しみにしていたという。